# Clarence Jordan
Clarence Jordan (* 29. Juli 1912 in Talbotton; † 29. Oktober 1969) war ein US-amerikanischer Farmer und Gelehrter des Neuen Testaments, Lebensreformer, Gründer von Koinonia Farm, einer ökumenischen Religionsgemeinschaft im Südwesten Georgias, und Autor des 'Cotton Patch Gospels', einer aktualisierenden Neuerzählung des Neuen Testaments. Er war auch maßgebend an der Gründung von Habitat for Humanity beteiligt.

## Die frühen Jahre
Jordan wurde in Talbotton, Georgia, als siebtes von zehn Kindern von James Weaver und Maude Josey Jordan geboren. Schon in jungen Jahren machte sich der junge Jordan Gedanken über die rassische und wirtschaftliche Ungerechtigkeit in seiner Umgebung. In der Hoffnung, die Lage der Sharecroppers (Landpächter, oft Schwarze) durch wissenschaftliche Landwirtschaftstechniken zu verbessern, schrieb sich Jordan an der University of Georgia ein und erwarb 1933 einen Abschluss in Agrartechnik und Agrarökonomie. Während seiner Studienzeit gelangte Jordan jedoch zu der Überzeugung, dass die Ursachen der Armut auch kultureller und spiritueller Natur waren. Diese Überzeugung führte ihn zum Southern Baptist Theological Seminary in Louisville, Kentucky, wo er einen Th.M. erwarb und 1938 einen Ph.D (Doktorat) im griechischen Neuen Testament erwarb. Er wurde zum Pastor der Baptistischen Kirche geweiht. Während eines Seminars lernte Jordan Florence Kroeger kennen, und das Paar heiratete bald darauf.

## Koinonia-Farm
Im Jahr 1942 zogen die Jordans und ein weiteres Ehepaar, Martin und Mabel England, die zuvor als amerikanische Baptistenmissionare gearbeitet hatten, und ihre Familien auf ein 440 Acres (1,8 km²) großes Stück Land in der Nähe von Americus, Georgia, um eine ethnisch gemischte, christliche Gemeinde zu gründen. Diese Farmkommune nannten sie Koinonia (κοινωνία), ein griechisches Wort aus dem Neuen Testament, das Gemeinschaft bedeutet und in der biblischen Apostelgeschichte (Apg. 2:42) auf die früheste christliche Gemeinschaft angewendet wird. Die Gründer wollten mit der utopischen Gemeinschaft den Versuch machen, nach den Lehren und dem Vorbild Jesu zu leben, und einen „Vorzeigeort für das Reich Gottes“ zu schaffen.
Die Koinonia-Partner verpflichteten sich auf die Gleichheit aller Menschen, die Ablehnung von Gewalt, auf ökologisches Wirtschaften und gemeinsames Eigentum an allen größeren Besitztümern. Mehrere Jahre lang lebten die Bewohner von Koinonia in relativem Frieden mit ihren Nachbarn im Sumter County. Doch als die Bürgerrechtsbewegung voranschritt, empfanden viele Weiße der Region Koinonia zunehmend als Bedrohung. In den 1950er und frühen 1960er Jahren wurde Koinonia zum Ziel eines erdrückenden Wirtschaftsboykotts und wiederholter Gewalt, darunter mehrere Bombenanschläge. Als Jordan Präsident Eisenhower um Hilfe bat, weigerte sich die Bundesregierung einzugreifen und verwies die Angelegenheit stattdessen an den Gouverneur von Georgia. Der Gouverneur Marvin Griffin, ein überzeugter Befürworter der Rassentrennung, reagierte, indem er das Georgia Bureau of Investigation anwies, Koinonias Partner und Unterstützer auf angebliche kommunistische Verbindungen zu untersuchen.
Jordan entschied sich, nicht an den Märschen und Demonstrationen der Civil Rights Bewegung dieser Zeit teilzunehmen. Er glaubte, dass der beste Weg, Veränderungen in der Gesellschaft herbeizuführen, darin bestehe, in konkreten Gemeinschaften ein radikal anderes, vorbildliches Leben zu führen. Seine christliche Anthropologie und sein gelebter christlicher Sozialismus bestärkten jedoch viele Bürgerrechtler wie z. B. Norman Shands in ihrem Engagement.
Die Koinonia Farm ist bis heute eine ökologisch bewirtschaftete Farm und eine bewusst christliche Gemeinschaft, die Besucher und Praktikanten willkommen heißt und verschiedene soziale und kulturelle Dienste als Alternative zu dem in der Moderne weit verbreiteten Materialismus, Militarismus und Rassismus betreibt.
Der amerikanische Präsident Jimmy Carter, der ebenfalls aus Georgia stammt, hatte an der religiösen Kommunität großes Interesse und besuchte Koinonia wiederholt. Jordans Cousin, Hamilton Jordan, diente der Regierung Jimmy Carters als Stabschef des Weißen Hauses.

## Cotton Patch Gospel
In den späten 1960er Jahren ließen die Feindseligkeiten gegenüber der Koinonia Gemeinschaft allmählich nach und Jordan widmete seine Energie zunehmend schriftstellerischen Aktivitäten. Zu letzteren gehört seine 'Cotton-Patch'-Reihe, aktualisierende Übersetzungen neutestamentlicher Schriften. Jordan hielt es für notwendig, nicht nur einzelne Wörter und Sätze, sondern auch den Kontext der Heiligen Schrift übersetzend zu erneuern. So benannte Jordan den Brief des Paulus an die Epheser z. B. in ‘Brief an die Christen in Birmingham (Alabama)’ um. Statt des Wortes Kreuzigung, das im modernen Amerika nur als historische Reminiszenz verstanden werden konnte, übersetzte er ‘Lynchen’.
Die Cotton Patch-Reihe verwendete auch gegenwartsbezogene amerikanische Analogien für Orte im Neuen Testament; Aus Rom wurde Washington, D.C., aus Judäa wurde Georgia (der Gouverneur von Judäa wurde in Jordans Cotton Patch Gospel zum Gouverneur von Georgia), aus Jerusalem wurde Atlanta und aus Bethlehem wurde Gainesville, Georgia.
Jordans Aktualisierung des Neuen Testaments bildete auch die Grundlage eines Musicals unter dem Titel ‘Cotton Patch Gospel’, welches das Leben Jesu Christi in einem Südstaaten-Kontext erzählt.

## Habitat für Humanity
Im Jahr 1965 besuchten Millard und Linda Fuller Koinonia und hatten vor, nur ein paar Stunden zu bleiben, um sich zu informieren. Inspiriert von Jordan entschieden sich die Fullers jedoch Mitte 1968 dafür, Koinonia zu ihrem ständigen Zuhause zu machen. Eine Ehekrise und die Unzufriedenheit mit ihrem millionenschweren Lebensstil hatten das Paar zuvor dazu bewogen, seinen Besitz zu verkaufen und ein gemeinsames Leben im Zeichen christlicher Diakonie anzustreben. Die Familie Fuller brachte neue Energie nach Koinonia. Die Organisation änderte ihren Namen in Koinonia Partners und startete mit Jordans Unterstützung eine Reihe von Partnerschaftsprojekten wie ‘Partnership Housing’, ein Projekt zum Bau und Verkauf hochwertiger erschwinglicher Häuser zum Selbstkostenpreis mit einer zinslosen Hypothek für Familien mit niedrigem Einkommen. Die fünf Jahre der Fullers in Koinonia, gefolgt von drei Jahren des Baus von ‘Partnerschaftswohnungen’ in der Demokratischen Republik Kongo (damals bekannt als Zaire oder Belgisch-Kongo) bildeten die Grundlage der später weltweit tätigen Organisation Habitat for Humanity, die diesen Namen ab 1976 annahm und 1989 mit der Habitat Scroll of Honour der Vereinten Nationen ausgezeichnet wurde.
Jordan starb am 29. Oktober 1969 plötzlich an einem Herzinfarkt. Wie er es gewünscht hatte, wurde Jordan einfach beerdigt. Sein Leichnam wurde in einer alten hölzernen Transportkiste in einem nicht gekennzeichneten Grab auf dem Gelände von Koinonia beigesetzt. An Jordans Beerdigung nahmen seine Familie, die Koinonia-Partner sowie viele Arme der weiteren Umgebung teil. Florence Jordan starb 1987 in Koinonia. Jordans schriftlicher Nachlass wird in der University of Georgia bewahrt.

## Veröffentlichungen (Auswahl)
- Jordan, Clarence (1953). Why Study the Bible. Philadelphia: Baptist Youth Fellowship.
- Jordan, Clarence (1963). The Letter to the Hebrews or a First Century Manual For Church Renewal in the Koinonia 'Cotton Patch' Version. Americus, Georgia: Koinonia Farm.
- Jordan, Clarence (1964). Practical Religion, or the Sermon on the Mount and the Epistle of James in the Koinonia Farm 'Cotton Patch' Version. Americus, Georgia: Koinonia Farm.
- Jordan, Clarence (1967). Letters to Young Christians (I and II Timothy and Titus) in the Koinonia 'Cotton Patch' Version. Americus, Georgia: Koinonia Farm.
- Jordan, Clarence (1967). Letters to God's People in Columbus (Colossians) and Selma (I and II Thessalonians) in the Koinonia 'Cotton Patch' Version. Americus, Georgia: Koinonia Farm.
- Jordan, Clarence (1968). Second Letter to the Christians in Atlanta or Second Corinthians in the Koinonia 'Cotton Patch' Version. Americus, Georgia: Koinonia Farm.
- Jordan, Clarence (1968). To God's People in Washington: The Koinonia 'Cotton Patch' Version of Romans. Americus, Georgia: Koinonia Farm.
- Jordan, Clarence (1968). Letters to Ephesians and Philemon in the Koinonia 'Cotton Patch' Version of Romans. Americus, Georgia: Koinonia Farm.
- Jordan, Clarence (1968). Letters to The Georgia Convention (Galatians) and to the Alabaster African Church, Smithville, Alabama (Philippians), in the Koinonia 'Cotton Patch' Version of Romans. Americus, Georgia: Koinonia Farm.
- Jordan, Clarence (1968). The Cotton Patch Version of Paul's Epistles. New York: Association Press.
- Jordan, Clarence (1969). The Cotton Patch Version of Luke-Acts, Jesus Doings and Happenings. New York: Association Press.

Seit 1970 aus dem Nachlass veröffentlicht:
- Jordan, Clarence (1970). The Sermon on the Mount (revidierte Neuauflage). Valley Forge, Pennsylvania: Judson Press.
- Jordan, Clarence (1972). Lee, Dallas (Hrsg.). The Substance of Faith and Other Cotton Patch Sermons. New York: Association Press.
- Jordan, Clarence (1973). The Cotton Patch Version of Hebrews and the General Epistles. New York: Association Press.
- Jordan, Clarence zusammen mit Bill Doulos (1976). Cotton Patch Parables of Liberation. Scottdale, Pennsylvania: Herald Books.
- Jordan, Clarence (2004). Cotton Patch Version of Matthew and John. Macon, Georgia: Smyth & Helwys.
- Jordan, Clarence (2022). The Inconvenient Gospel: A Southern Prophet Tackles War, Wealth, Race, and Religion. Walden, New York: Plough Publishing.